# 三菱ふそう・エアロスターMM

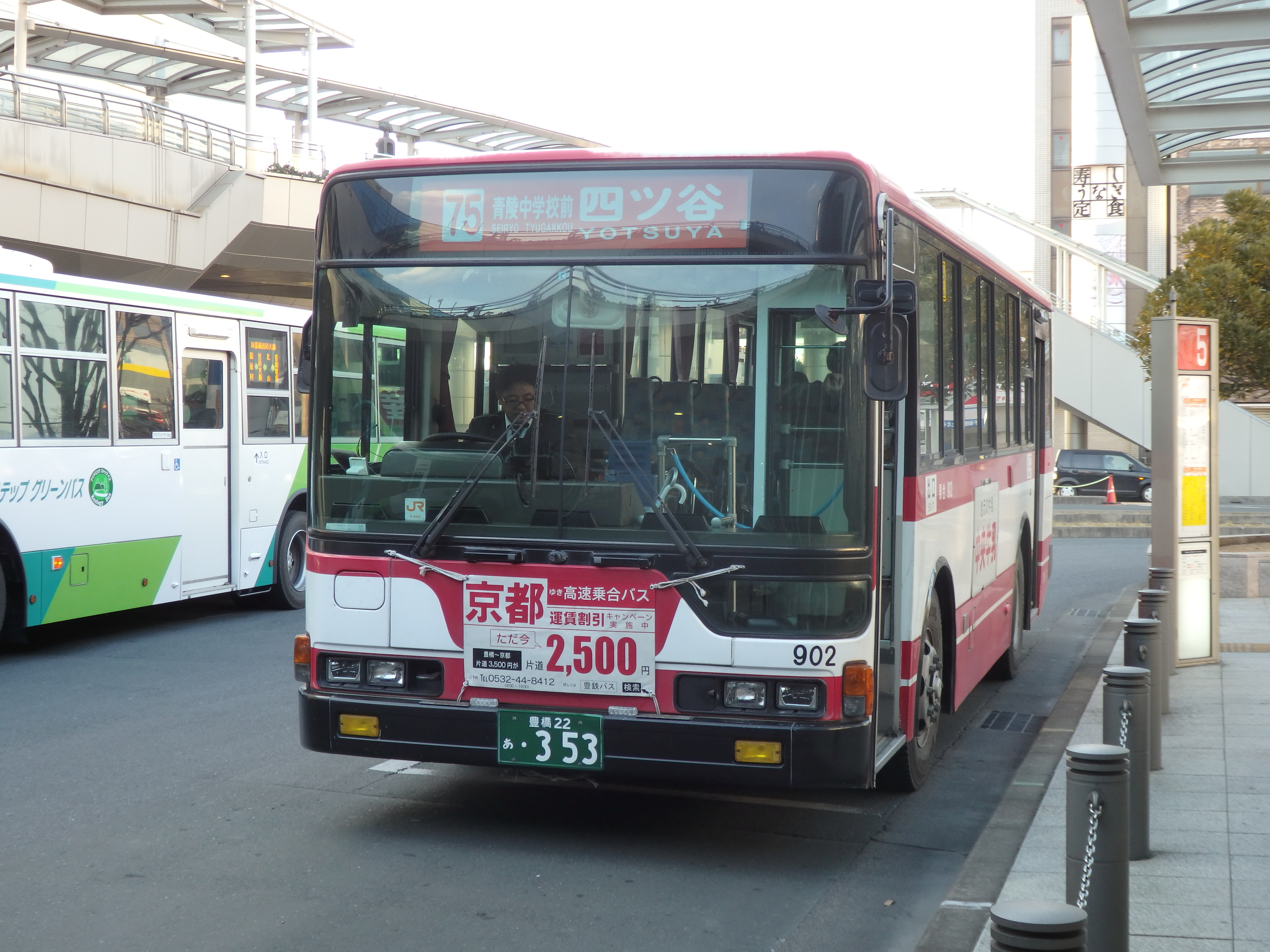
ニューエアロスターMM
KC-MM719J改
豊鉄バス

エアロスターMM（Aero Star MM ）は、三菱ふそうトラック・バスが1993年から2004年8月まで製造・販売していた9m大型路線バス。
本項目では観光系のエアロエース ショートタイプMMやエアロバスMM、先代のエアロミディMM及びMM115H/516H、MM104H/504Hなど、三菱ふそうが発売してきた9m大型路線バスおよび9m大型観光バスについて一括して記述する。

## シリーズの概要

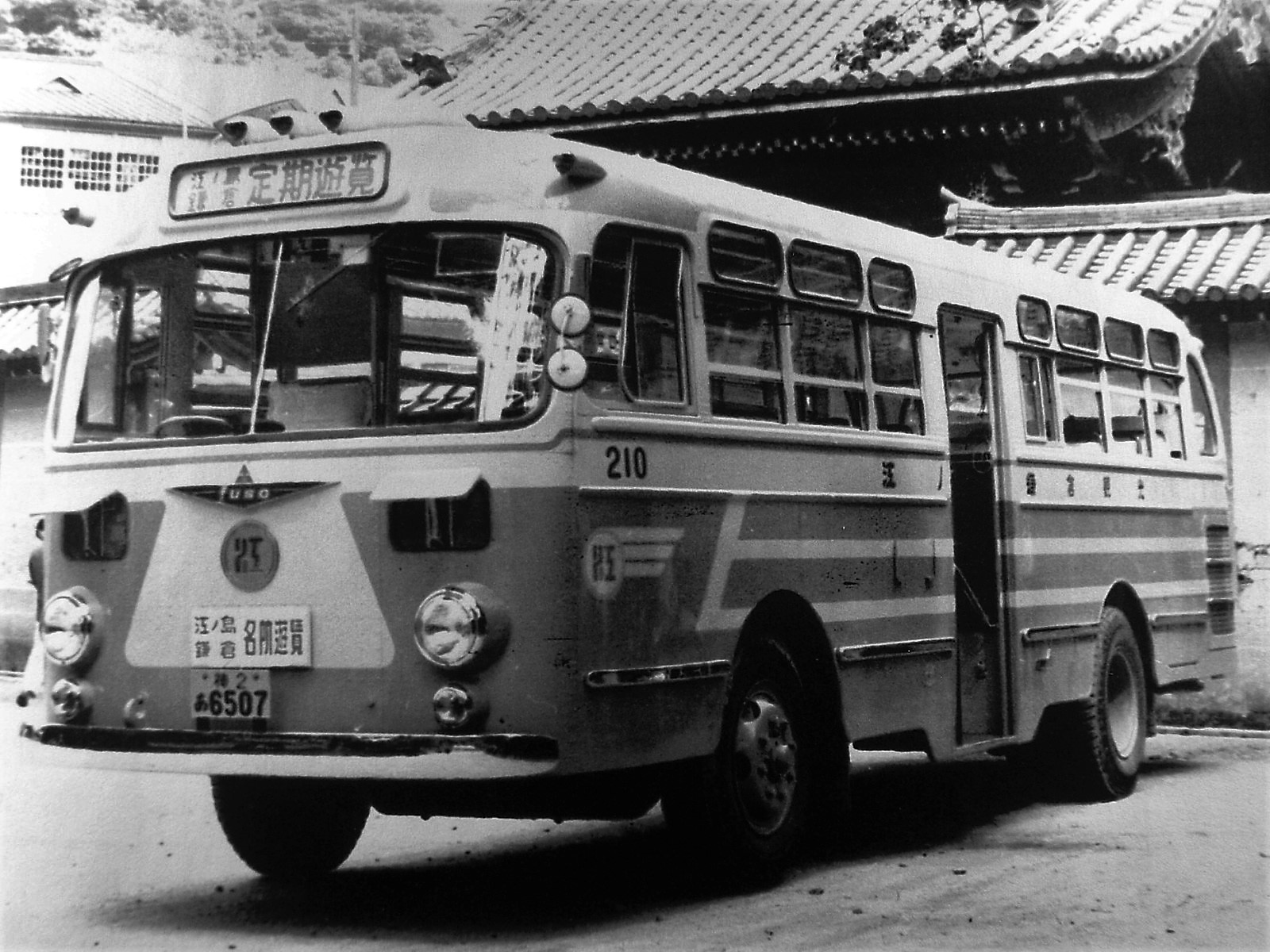
R280 1957年式 江ノ島鎌倉観光

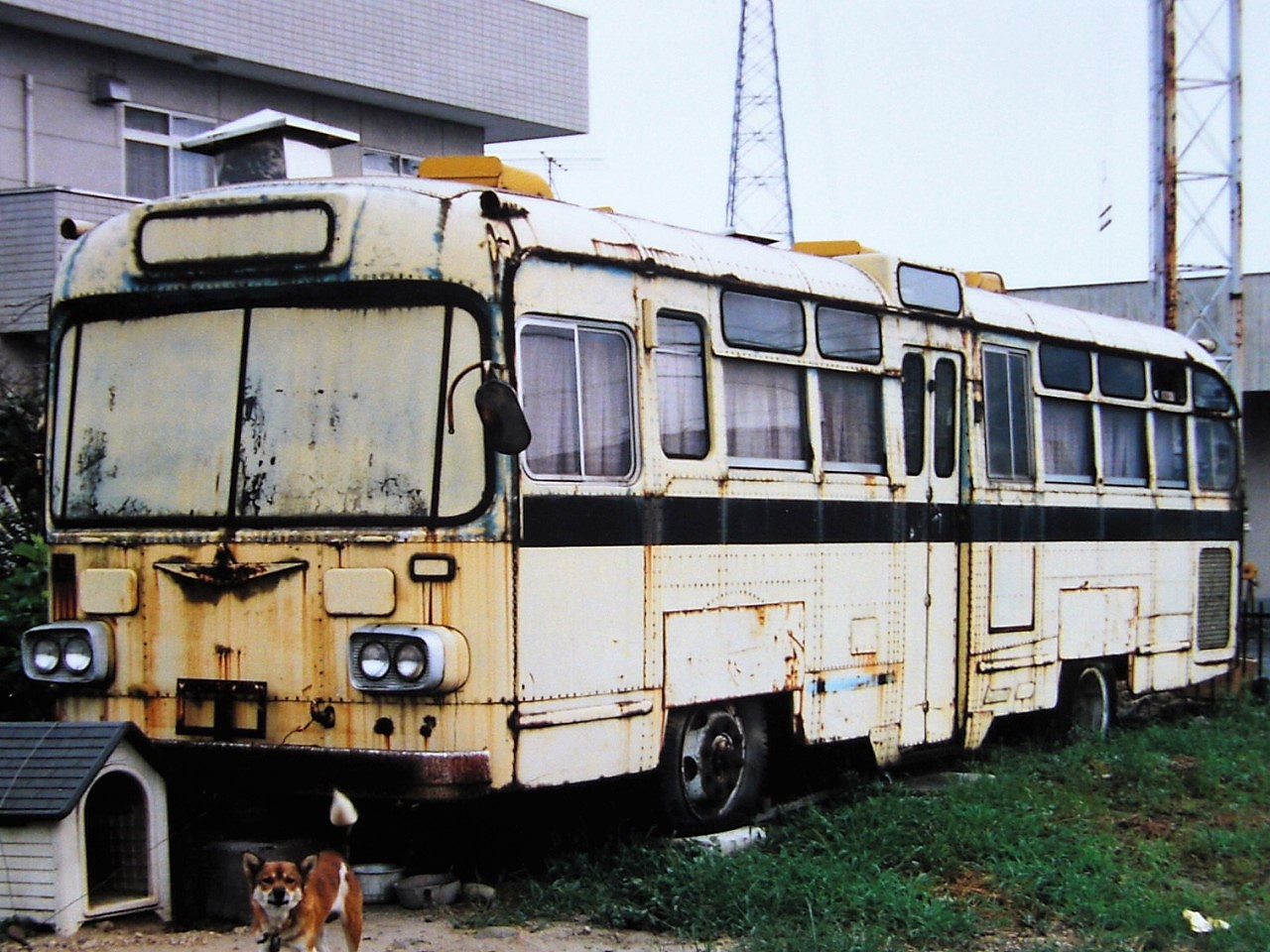
MR510 廃車体

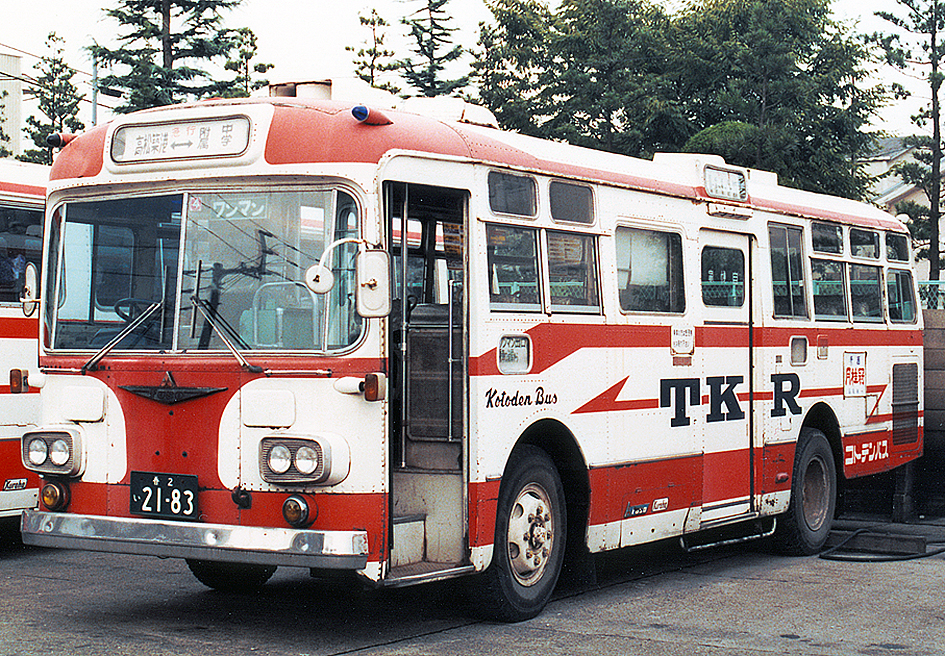
MR520 コトデンバス

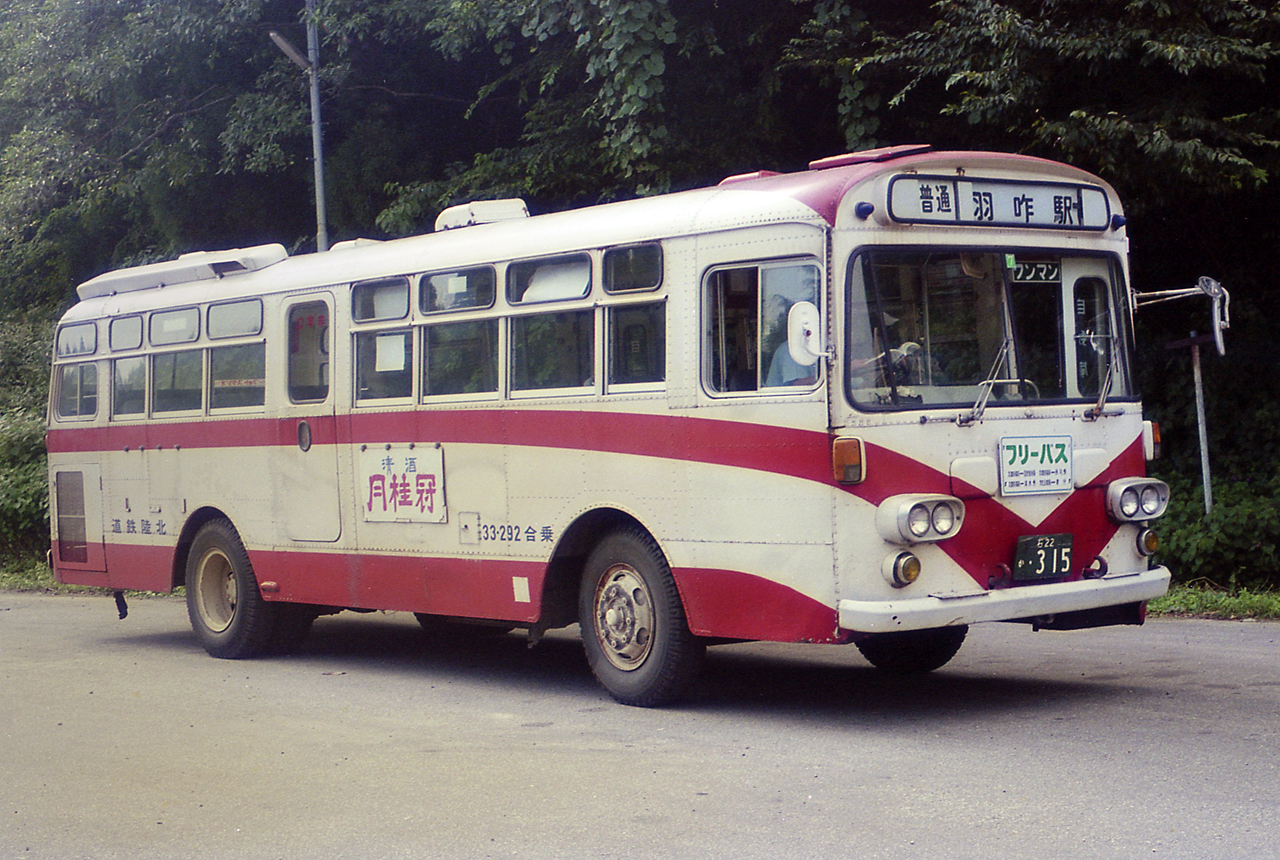
MR520 北陸鉄道（三菱G4ボディ）

全長9mサイズのリヤーエンジン車は、1950年代初頭に発売されたR23(前扉対応)/R24(中扉専用)を端緒としている。その後、1950年代後半にはR280が発売された。この当時は道路事情等から多くのバス事業者が9mクラスの車両(例えば民生RS/RX80系、いすゞBA系、日野BK系、日産UR系、トヨタDR15系等)を標準サイズとして採用しており、特に狭隘路線用という位置付けではなく、地方ユーザーでは貸切車としての需要も一定数あった。その後、道路事情の改善や乗客の増加に伴い、都市部を中心に多くのバス事業者が10m~11mクラスの車種を標準として採用するようになると、9mクラスは次第に都市及び山間部の狭隘路線用という特殊な用途に限定されるようになり、1964年にMR510（全長9.15m、ホイールベース4.25m）が登場した。MR510は、1967年に全長とホイールベースを若干延長したMR520（全長9.34m、ホイールベース4.37m）となり、1974年まで製造された。
MR520は、1974年に中型バスMKのコンポーネントを流用してMMシリーズに発展、その後1981年に新呉羽自動車工業（現三菱ふそうバス製造）製のスケルトンボディになり、1988年のモデルチェンジでエアロミディMMを名乗っていたが、1993年にモデルチェンジ、路線系はフルサイズ大型のMP（エアロスターM）に準じたエアロスターMM、観光系はエアロバスMMとしてコンポーネントもそれぞれフルサイズ大型バスと共用することになった。

## モノコック時代のMM

### MM104H/504H
1974年、MR520の後継として登場。型式はリーフサス車がMM104H、エアサス車がMM504H。車体は呉羽自動車工業製で、ホイールベースは4.37m。B6系に似たボディを架装している。トップドア仕様の他、前中扉及び前後扉仕様も設定され、側窓は引き違い窓が基本設定であったが2段サッシ仕様も少数ながら製造された。用途は自家用や観光用が多かったが、路線車としても一定数のニーズがあった。

### MM115H/515H
1978年、MM104H/504Hの後継として登場。側窓は2段サッシが基本仕様となる。型式はリーフサス車がMM115H、エアサス車がMM515H。ホイールベースはリーフサス車は4.37mで前後扉仕様の路線車にも対応し、エアサス車は4.2mとなり、自家用や観光用に対応した。

### K-及びP-MM116H/516H
1980年、昭和54年排出ガス規制に適合。K-MM116H（リーフサス）/516（エアサス）となる。1981年にMKと共にスケルトンボディにモデルチェンジ。1984年、昭和58年排出ガス規制に適合。P-MM116/516となる。なお1985年春には、P-MM515Hエアサスシャシー(6D14ターボ付)に前降り・中乗りの路線ボディーを架装した車両（改造登録）が北海道中央バスや道南バスに納入され、主にローカル路線で使用されていた（中央バス納入車は子会社の札幌第一観光バスに転属した車両もあり、2000年までに全廃。道南バスは詳細不詳）。

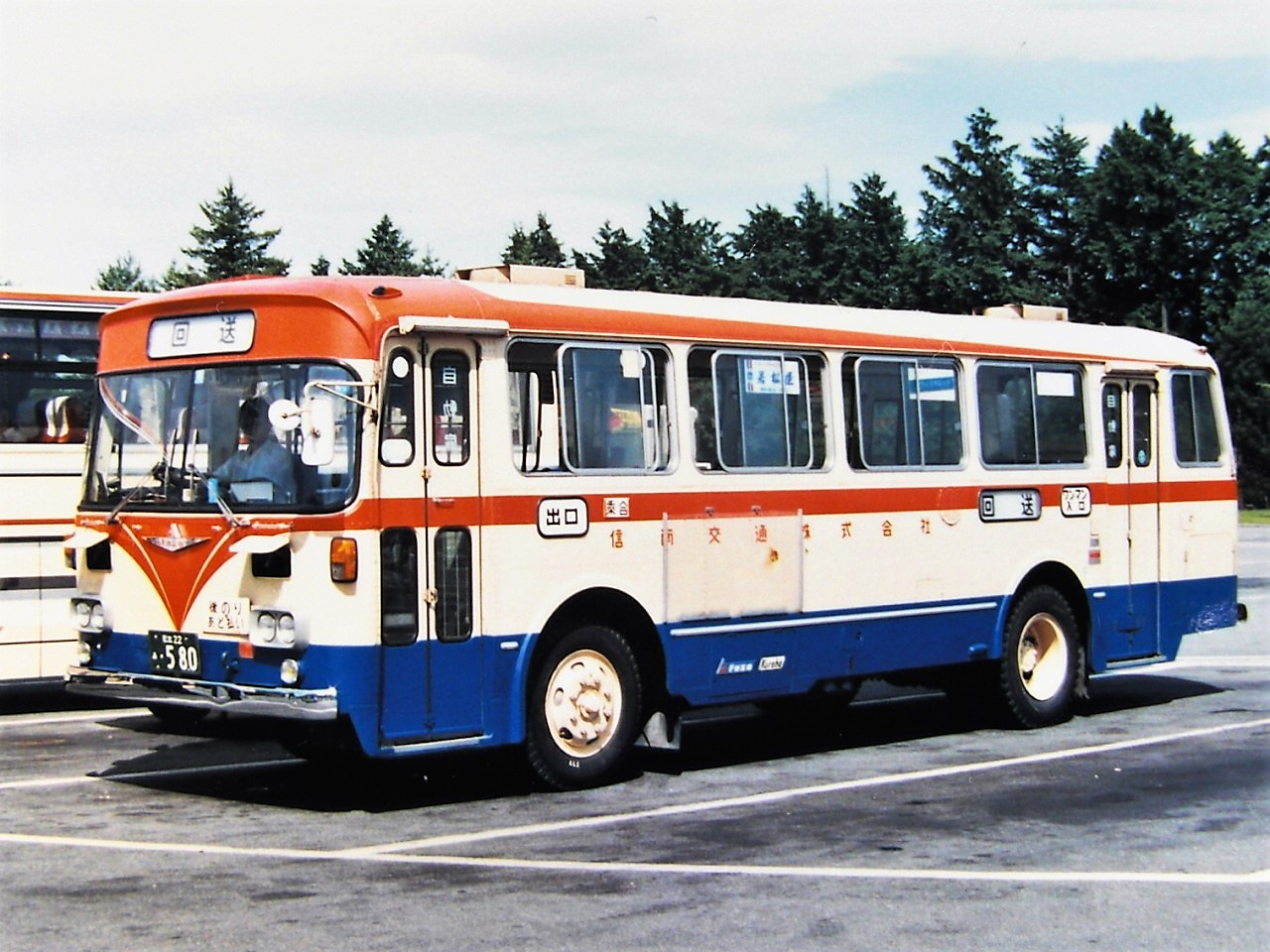
MM104H(1977年式) 路線用 信南交通
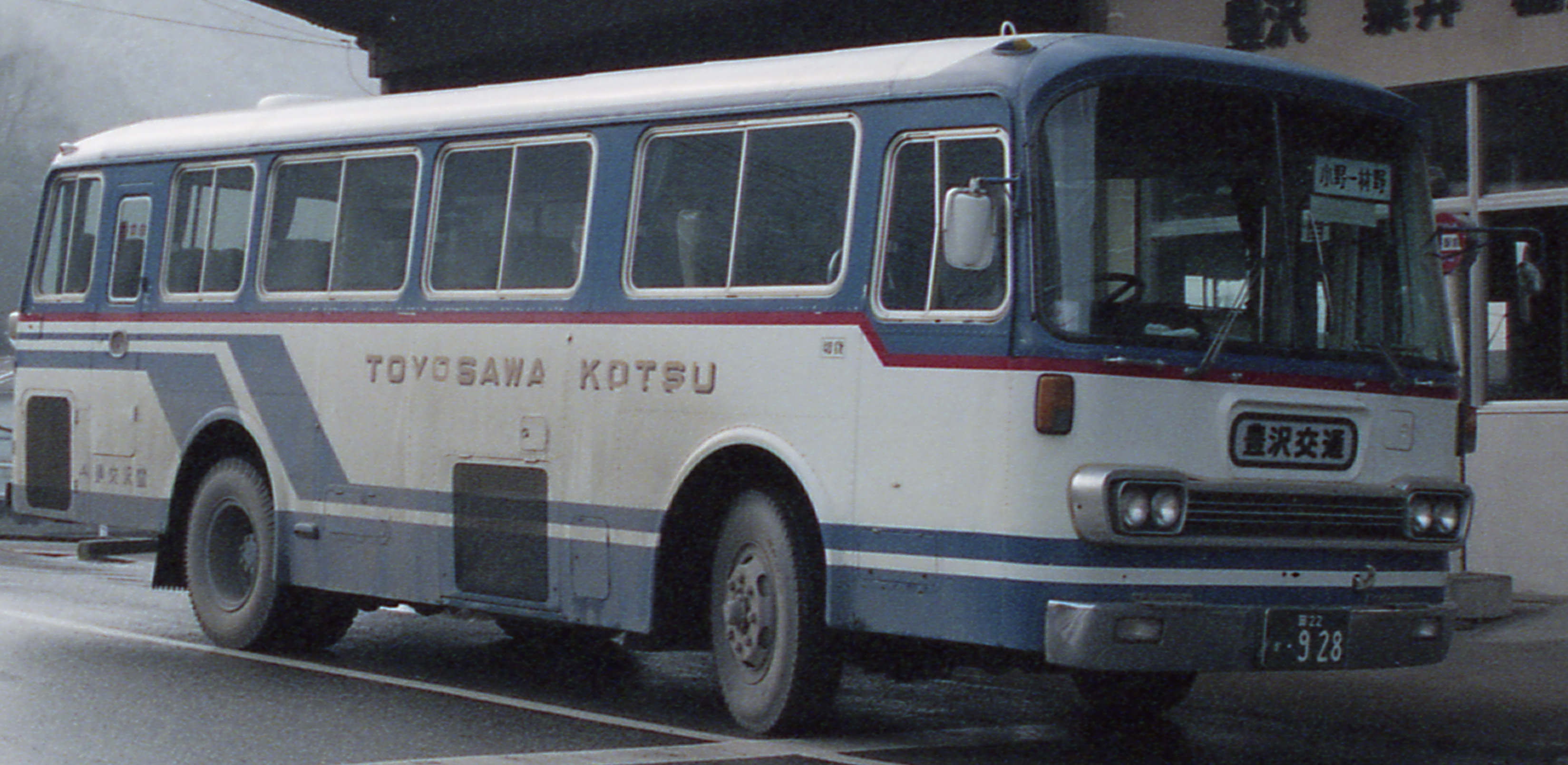
MM504H 観光用 豊沢交通
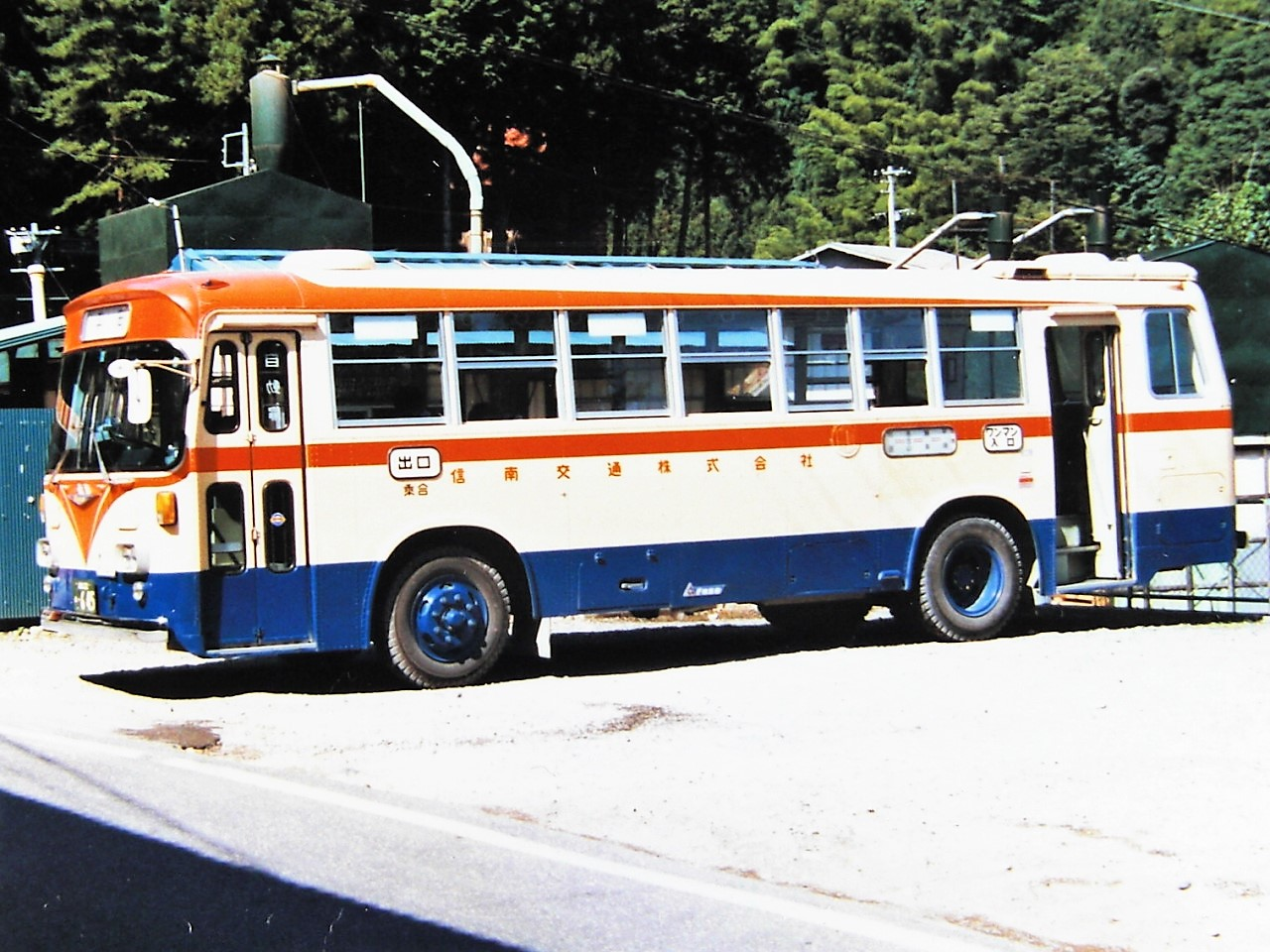
MM115H(1979年式) 路線用 信南交通
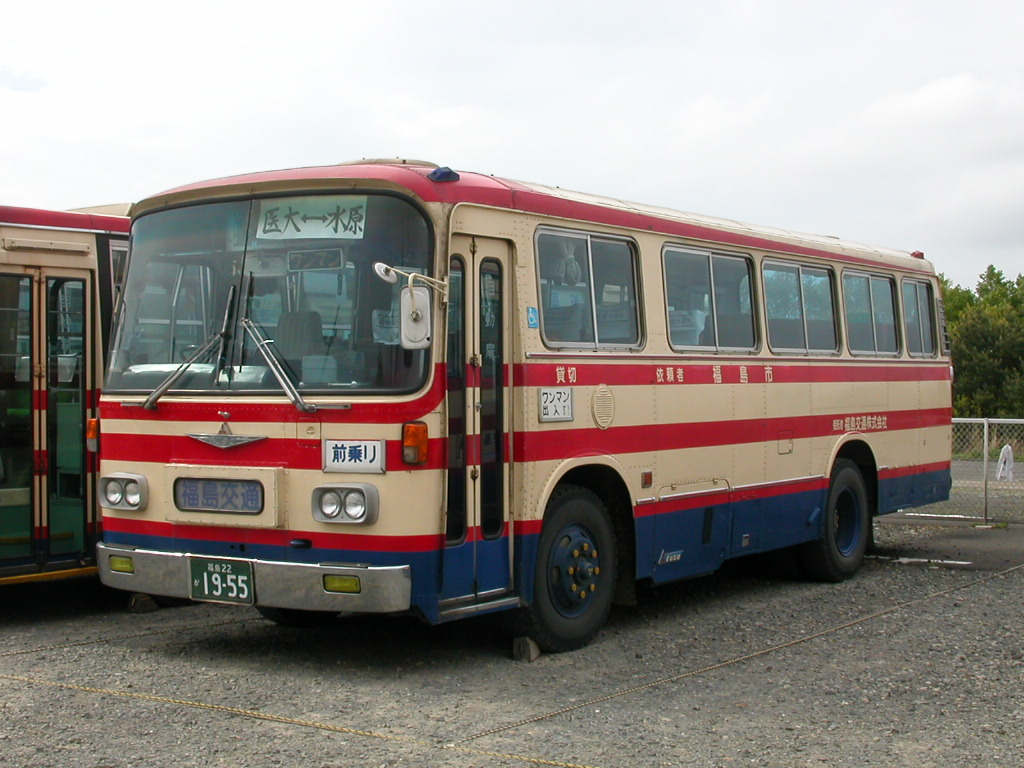
K-MM516H 観光用 福島交通
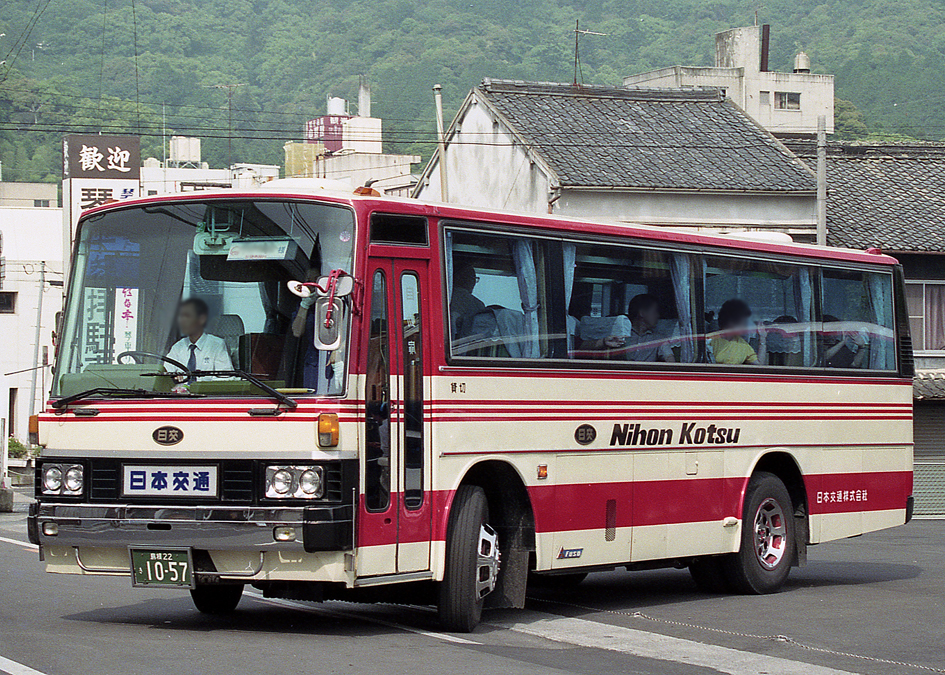
K-MM516H 観光用 （呉羽スケルトンボディ） 日本交通
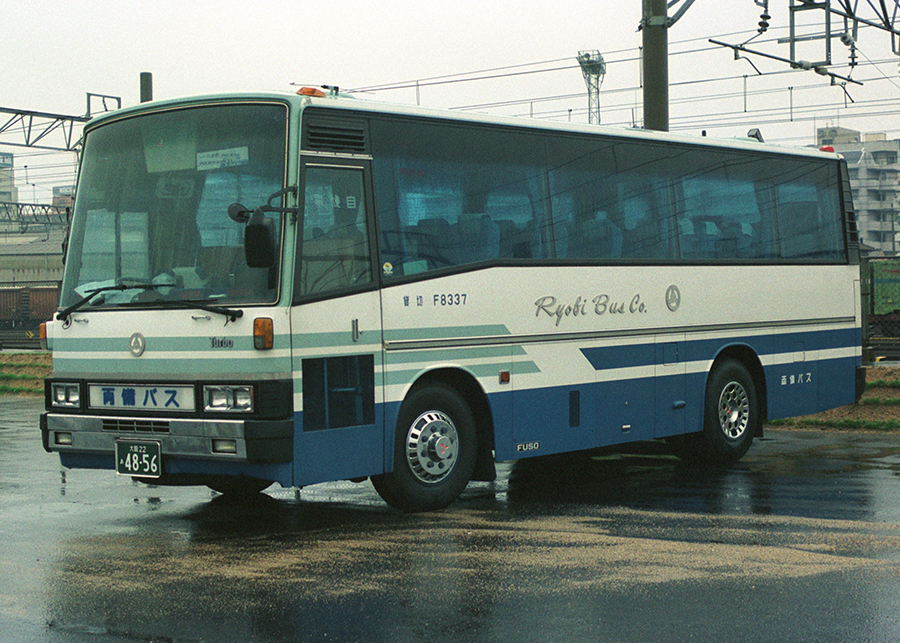
K-MM516H 観光用 両備バス
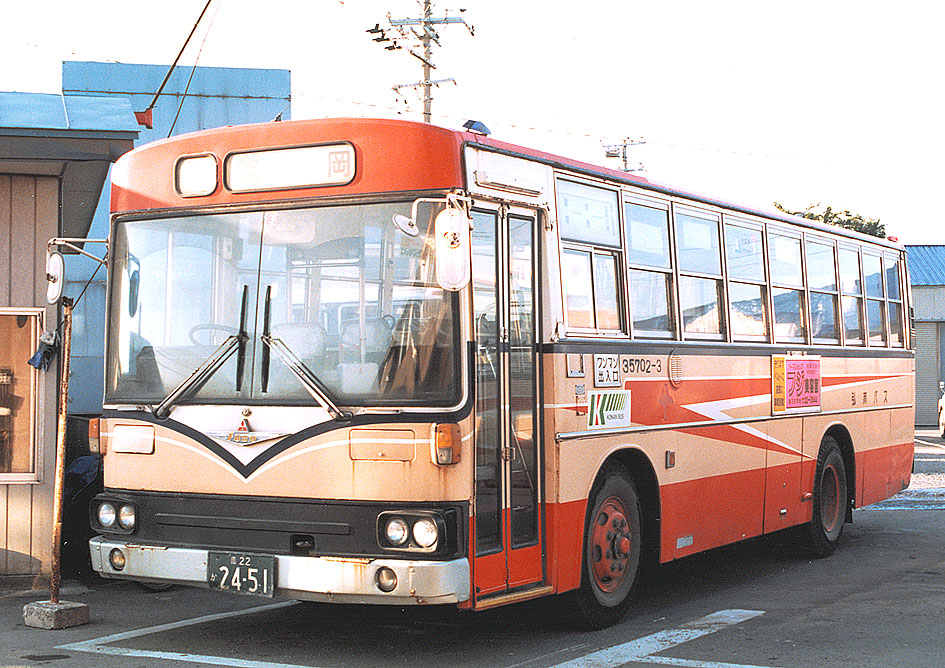
K-MM116H 路線用 （呉羽スケルトンボディ） 弘南バス
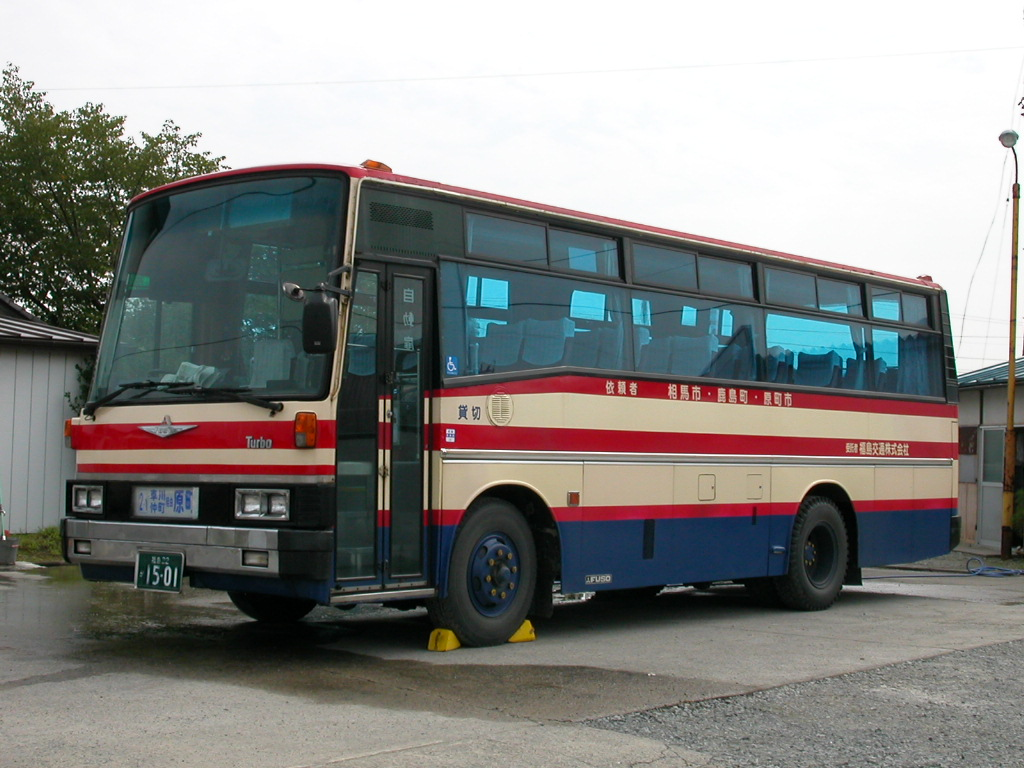
P-MM516H 観光用 福島交通

## エアロミディMM
1988年登場。P-MM117J（リーフサス）/517J（エアサス）となる。MKと共にエアロミディと名乗る。路線用はエアロスターKに似たボディを架装し、観光・自家用はエアロミディMKに似たボディを架装している。
1990年、平成元年排出ガス規制適合でU-MM117J/517Jになったが大きな変更点はない。

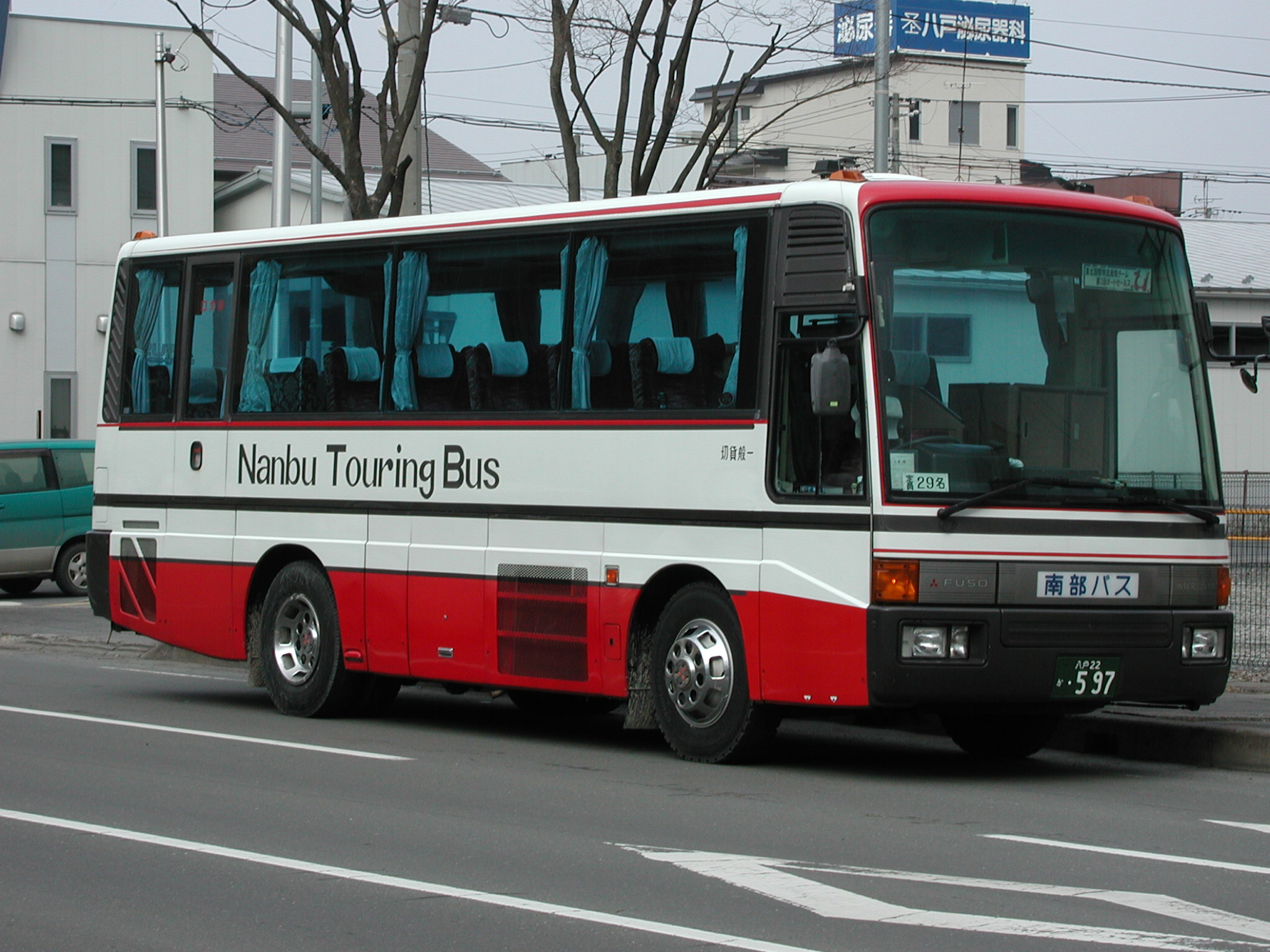
P-MM527H 南部バス
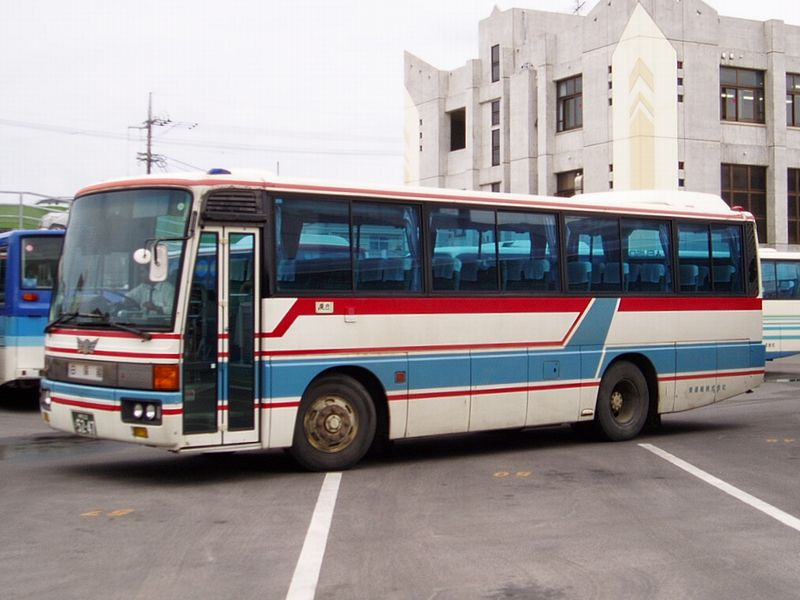
U-MM117J 東運輸
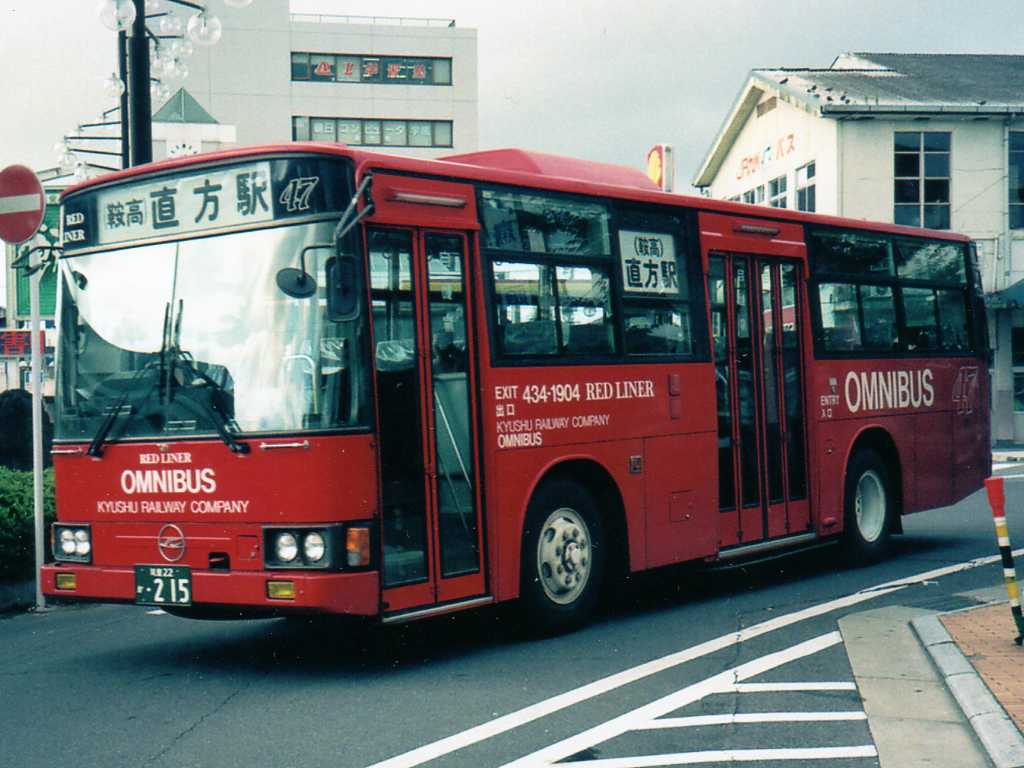
U-MM517J 九州旅客鉄道（当時）
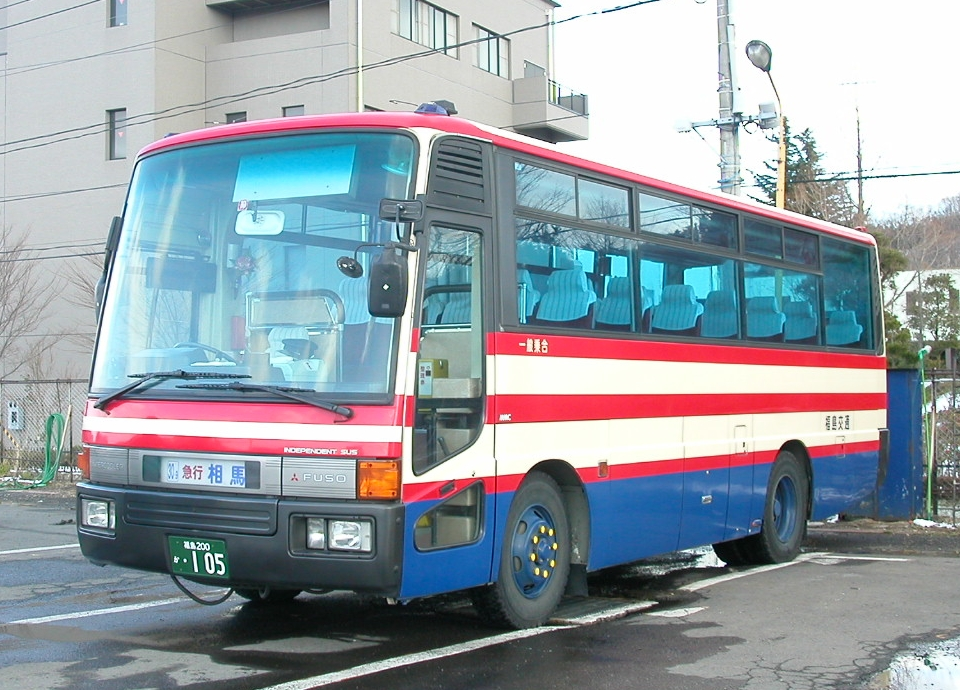
U-MM526H 福島交通

## エアロスターMM・ニューエアロスターMM
1993年、路線・自家用仕様車はエアロスターMMと変え、ボディもエアロスターMに似たボディを架装する。型式はU-MM218J（リーフサス）/618J（エアサス）となる。

1995年、平成6年排出ガス規制適合で型式はKC-MM219J（リーフサス）/619J（エアサス）となる。

1996年、エアロスター（2代目）に似たボディにフルモデルチェンジ、ニューエアロスターMMとなる。型式はKC-MM319J（リーフサス）/719J（エアサス）となる。エンジンはOHV24バルブの6D17-Ⅰ(8201cc):220PS/2900RPM
1999年、平成10年排出ガス規制対応で型式はKK-MM33HJ（リーフサス）/35HJ（エアサス）となる。エンジンはOHC24バルブの6M61(8201cc):225ps/2900RPM
エアロスターMMの路線仕様車は、北海道中央バス、山交バス、豊橋鉄道（現:豊鉄バス）、松江市交通局などの限られた事業者しか納入されなかった。
そもそもツーステップ車しか設定がないため、路線仕様車は2002年の交通バリアフリー法施行に伴い設定を廃止、自家用仕様も2004年8月に生産を終了している。

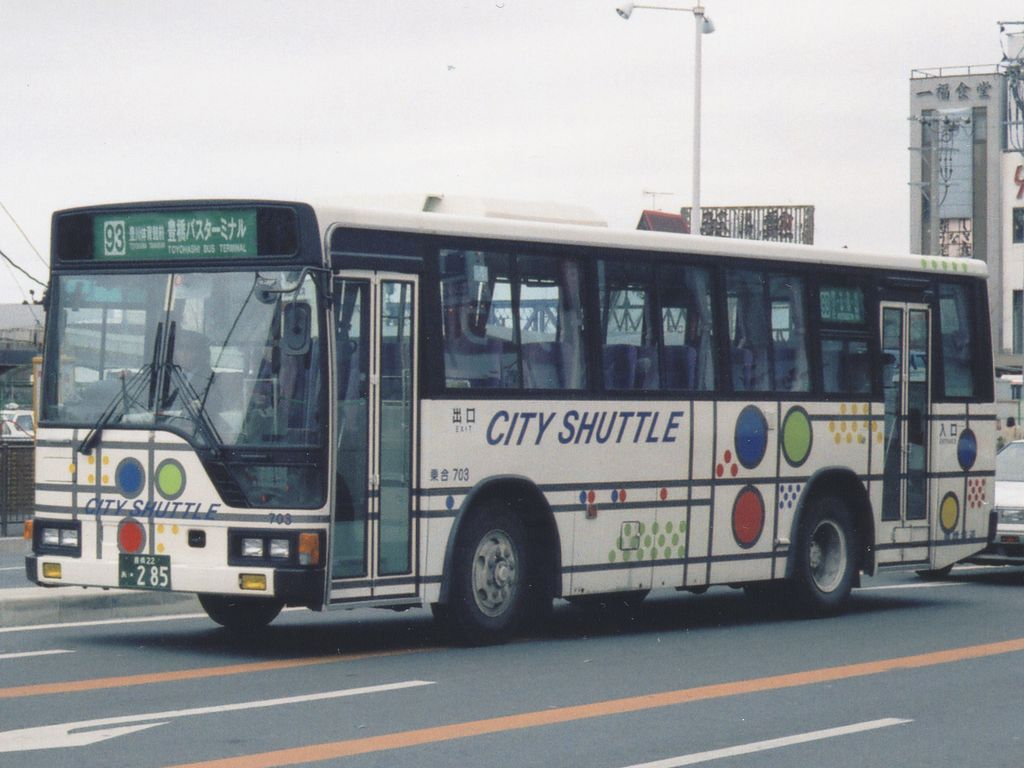
エアロスターMM U-MM618J 豊橋鉄道（当時）
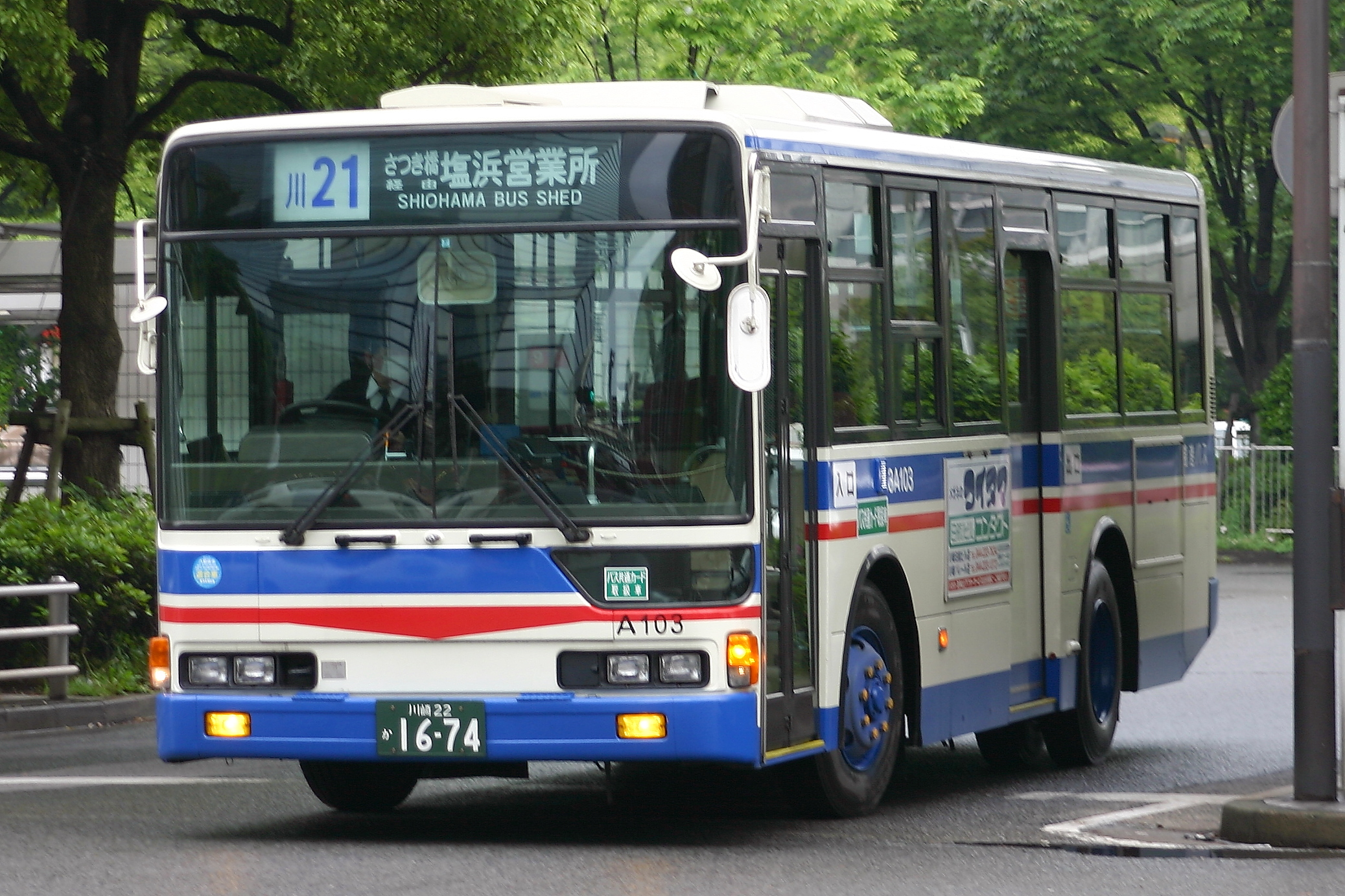
ニューエアロスターMM KC-MM319J 川崎鶴見臨港バス

## エアロバスMM
エアロバスMMは、三菱ふそうトラック・バスが1993年から製造・販売している9m大型観光バス。
- 1993年 - 観光系エアロミディMMの後継として登場。ニューエアロバスMMと変え、ボディもエアロバス（2代目）に似たボディを架装する。型式はU-MM816H（57人乗り）/826H（34～47人乗り）。
- 1995年 - 平成6年排出ガス規制適合で型式はKC-MM812H（57人乗り）/822H（34～47人乗り）となる。
- 1999年 - 平成10年排出ガス規制対応で型式はKK-MM85FH（57人乗り）/86FH（34～47人乗り）となる。
- 2004年 - 排出ガス規制対応の関係で一時生産中止。
- 2005年 - 平成15年規制適合。型式はPA-MM86FH（34～47人乗り）となる。57人乗りはなくなった。
- 2007年 - 排出ガス規制のため、8月31日をもって生産終了。翌年のエアロエース ショートタイプMMの発売開始まで5ヶ月ほど未発売となる。

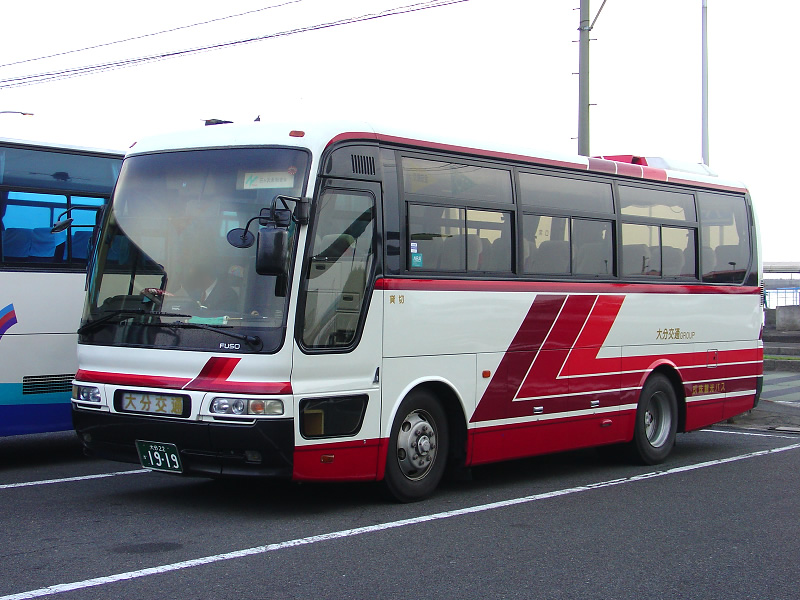
エアロバスMM U-MM826H 玖珠観光バス
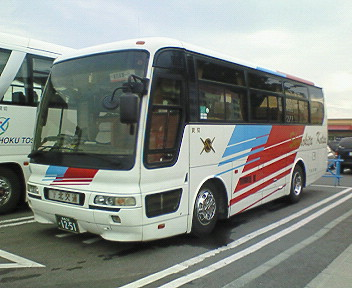
エアロバスMM KC-MM822H 下北交通
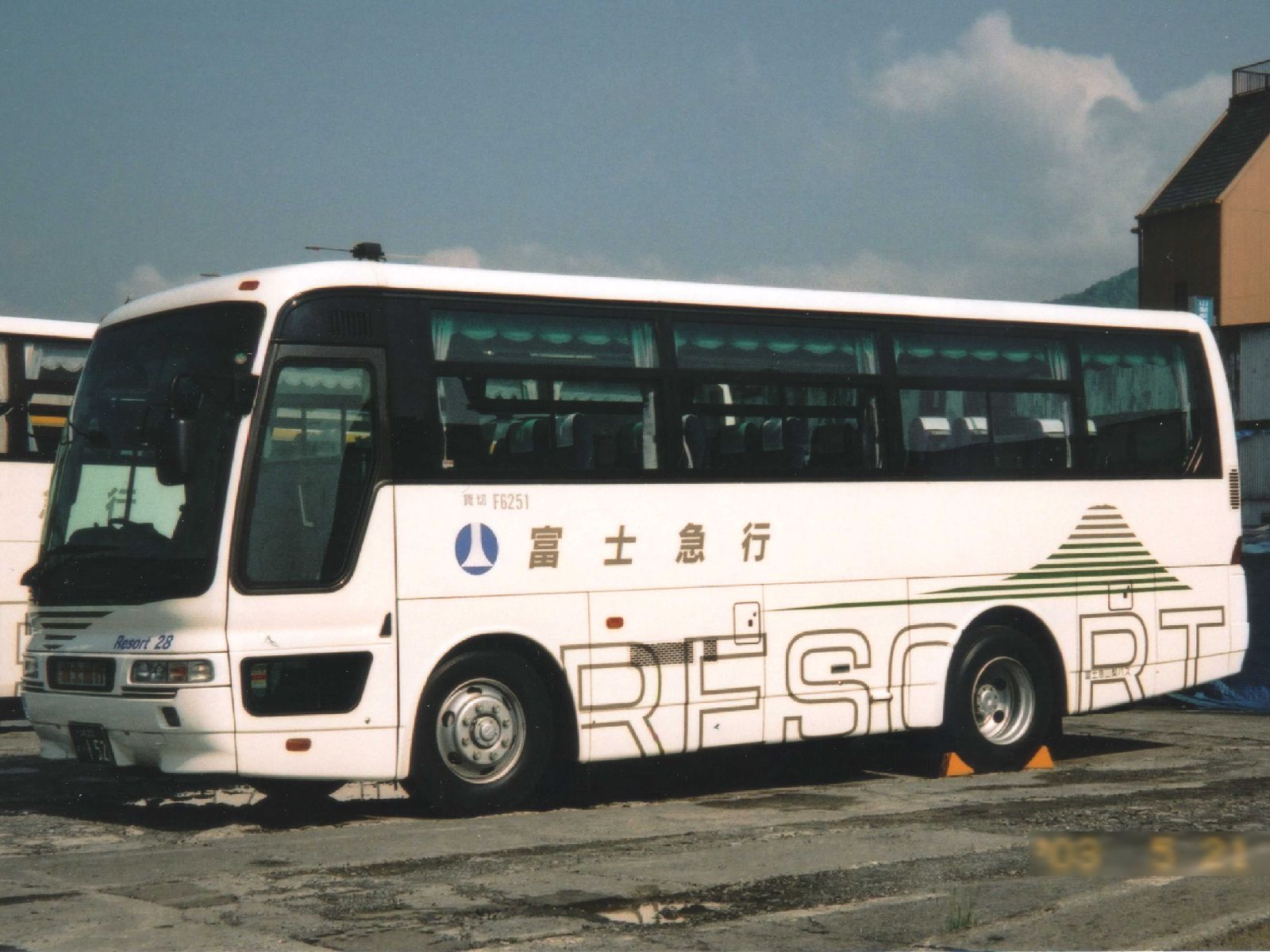
エアロバスMM KK-MM86FH 富士急山梨バス
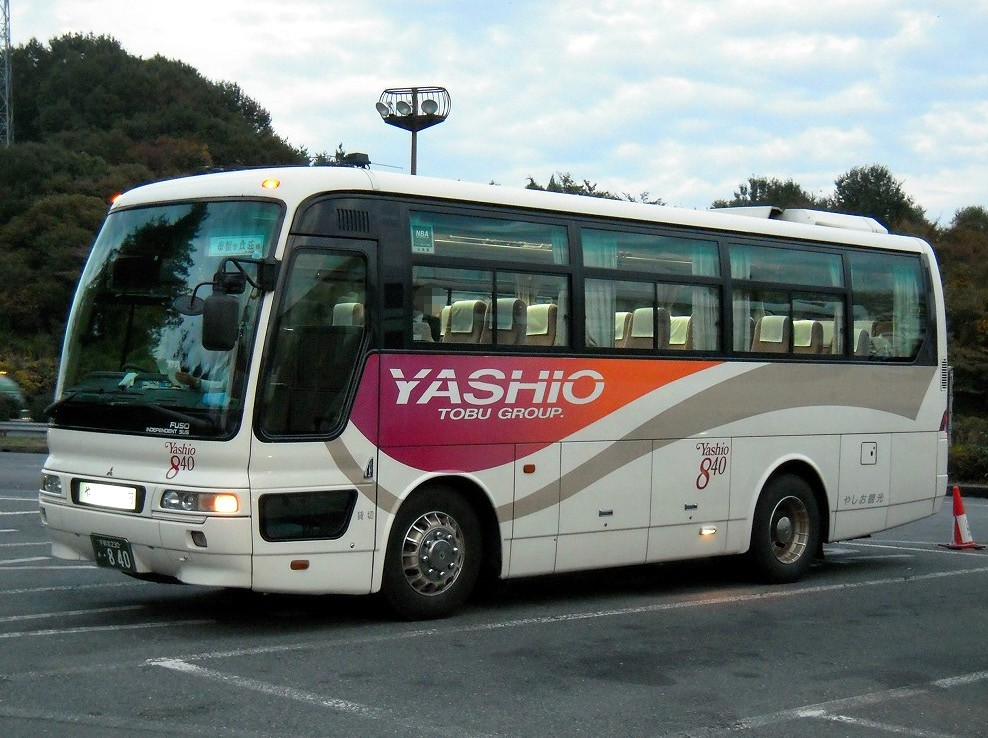
エアロバスMM（直結クーラー仕様） KK-MM86FH やしお観光バス
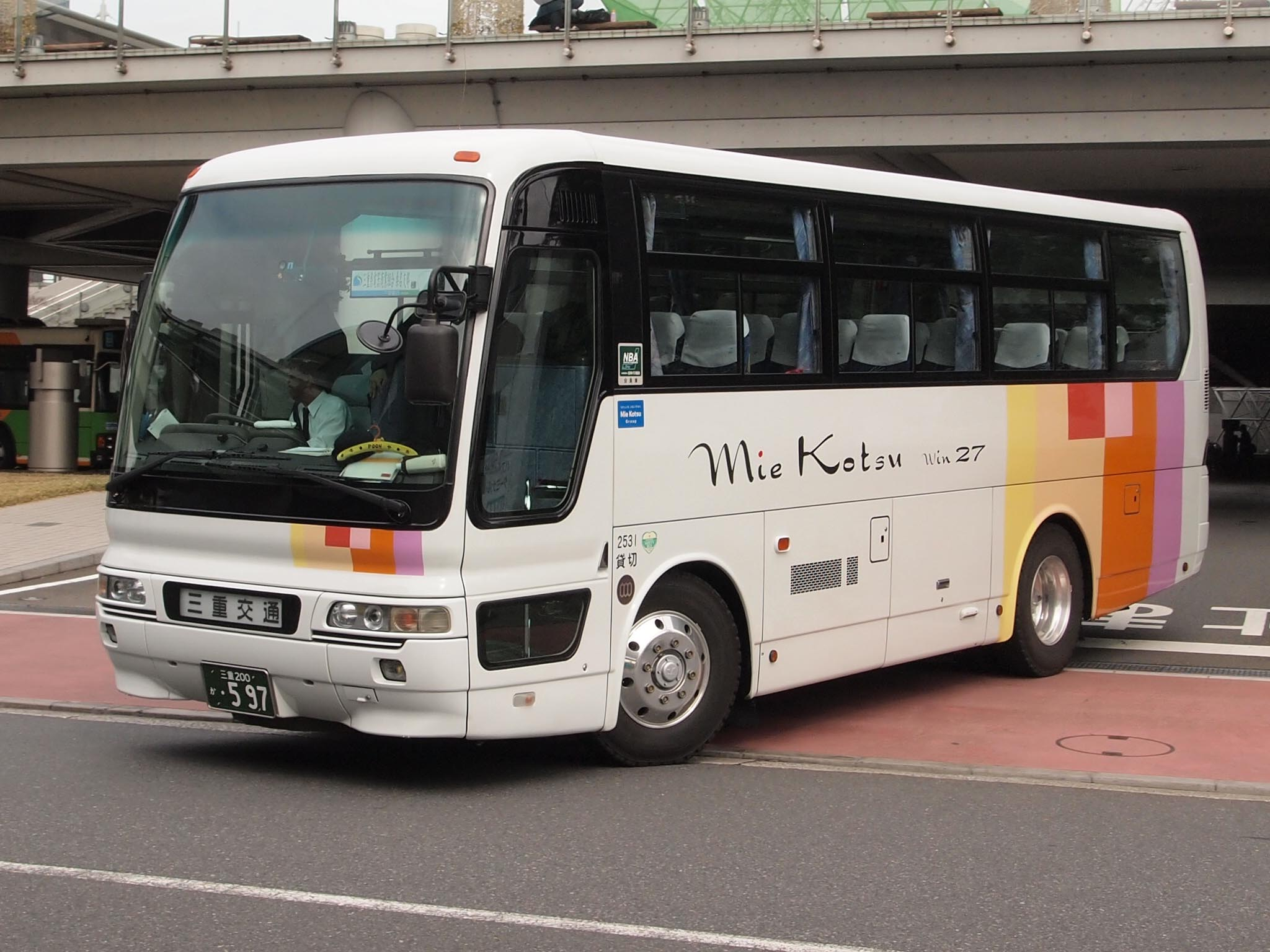
エアロバスMM PA-MM86FH 三重交通

## エアロエース ショートタイプMM

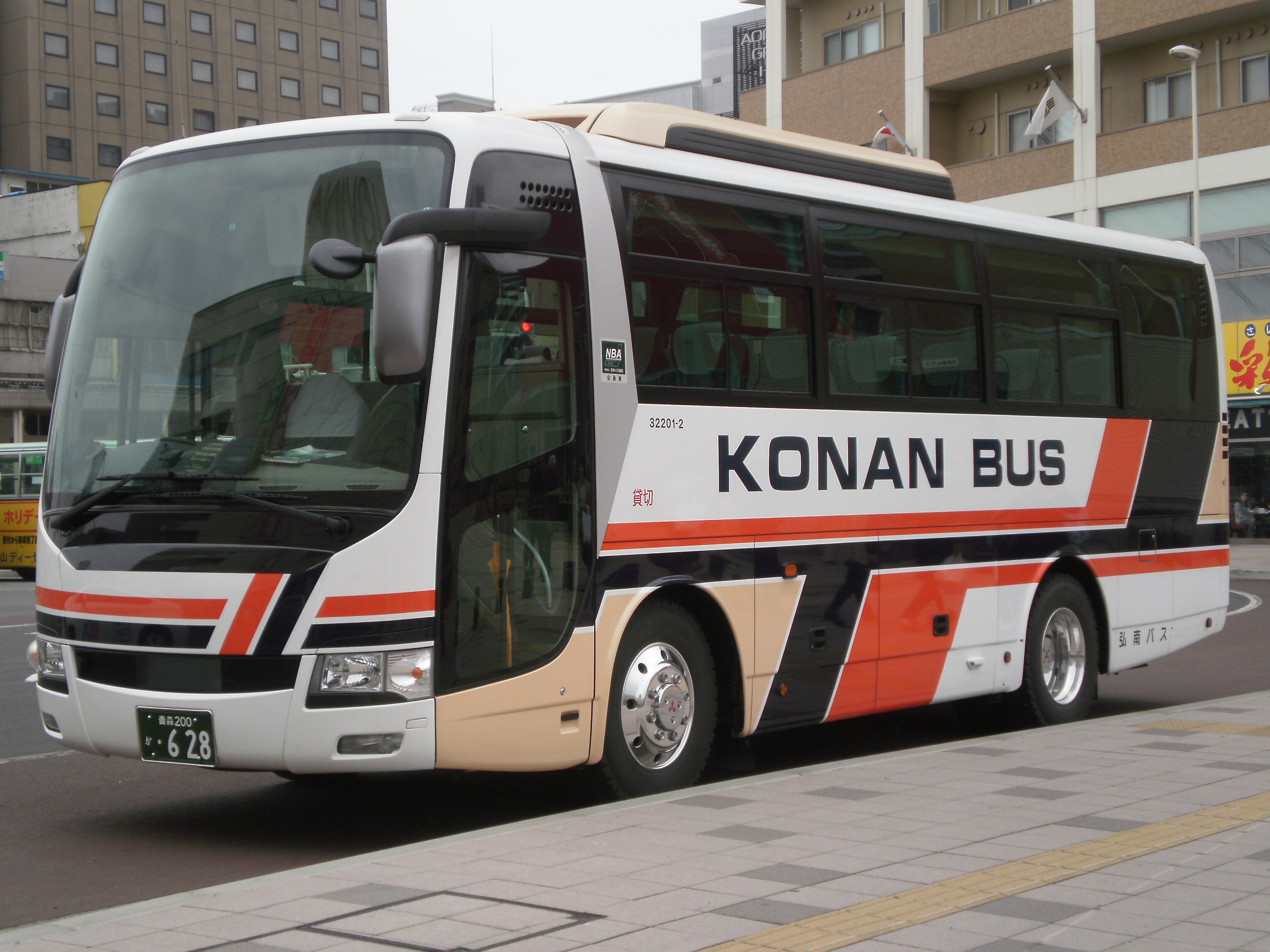
エアロエース ショートタイプMM
PDG-MM96FH 弘南バス

大型観光バスがフルモデルチェンジしたのに続き、2008年1月31日に9m大型観光バスもフルモデルチェンジされ、「エアロエース ショートタイプMM」となった。
三菱ふそうは新長期規制にあわせて日産ディーゼル工業（現UDトラックス）とバス製造事業における業務提携を開始したが、当車種は三菱ふそうが一括して開発を行っている。
また、この車両は日産ディーゼル工業にもOEM供給され、「スペースアローA ショートタイプ」として発売されていた。

### PDG-MM96FH
2008年1月31日に発売を開始した、新長期規制（平成17年排出ガス規制）適合車。基準に対してPM（粒子状物質）の10%減を達成している。大型観光バスのエアロエースに準じたデザインとなっているが、尿素SCRシステムを採用している同車に対し、こちらは再生制御式DPFを中心として排出ガス浄化を行っている。
直結式フルオートエアコンを装備しているほか、エンジンは燃料噴射にコモンレール方式を採用している、6M60系 (199 kW/270 PS)を採用している。また、車種整理も行われ、一般（8列シート）とサロン（7列シート）の2車種のみとなった。型式はPDG-MM96FHとなり、日産ディーゼルへのOEM供給車はPDG-AM96FHである。

### LDG-/SDG-MM96FH
2011年8月18日にマイナーチェンジを行い、一般（8列シート）はLDG-MM96FHに形式が変更されると同時に平成21年排出ガス規制（ポスト新長期）に、サロン（7列シート）はSDG-MM96FHに型式が変更されると同時に平成22年排出ガス規制（ポスト新長期）にそれぞれ適合した。
排出ガス浄化方式もDPF中心からDPFと尿素SCRシステムを併用したBlueTecシステムに変更された。6M60型エンジンも改良されると同時に、燃料タンクも増量され、ホイールもJIS規格からISO規格に変更された。

### QDG-/TDG-MM96FH→QDG-/TDG-MM97FH
2012年7月2日に、エアロエース／エアロクィーン同様、同年7月に施行される国際連合欧州経済委員会（ECE）が定める国際基準に準じた安全規制への適合、ブレーキオーバーライドシステム（ブレーキとアクセルを同時操作させた場合、ブレーキが優先される）やサイドビューカメラの搭載等、安全性を強化したマイナーチェンジを実施した。
2014年8月7日に衝突軽減安全ブレーキ（AMB）、ディスタンスウォーニング（車間距離警報）、ASR（アンチスピンレギュレーター）を標準装備とするマイナーチェンジを実施した。これに伴い、形式がMM97FHに変更されている。
2017年に製造を終了している。